# ブリティッシュ・モーター・コーポレーション
ブリティッシュ・モーター・コーポレーション (British Motor Corporation; BMC）は、1952年より1966年まで存続したイギリス資本で当時最大の自動車メーカーである。

## 歴史
1952年、イギリスの大手2大自動車製造会社 Austin Motors（オースチン・モータース）と Nuffield Organization（ナッフィールド・オーガナイゼイション）グループが合併し、前者の Austin（オースチン）ブランド、後者の Morris（モーリス）、MG、Wolseley（ウーズレー）、Riley（ライレー）のブランドを所有するイギリス最大の自動車メーカーとなった。
国内資本の自動車メーカーによる歴史的大合同が行われた背景は、第二次世界大戦後、イギリス・フォード、ボクスホールに代表されるアメリカ資本の自動車メーカーが伸長し、産業防衛上、合併によって体質を強化する事が必要と考えられたことによる。実際、BMCに次ぐイギリス国内資本の自動車メーカーであったルーツ・グループは、1960年代に入ってからアメリカのクライスラーによる敵対的買収に遭っている。
比較的安価な Morris Minor（マイナー）から、中級スポーツカーの MG TF、高級スポーツカーの Austin Healey100 （オースチン・ヒーリー）、高級車の Wolseley、Riley までも生産した。一方で生産の合理化が図られ、オースチン系の設計をベースとした4気筒のA型・B型、モーリス系の設計による6気筒のC型といった標準エンジンの制定や、車種統合が推進された。しかし各ブランド自体はそのまま存続されたため、やがてその多くは既存ブランド相互のバッジエンジニアリング製品の多発という状況に収斂されてゆき、ブランド戦略の混乱やイメージの低下をきたす結果となった。

## その後
1960年代以降イギリス経済の停滞が顕著となり、再度の企業統合が図られるようになった。1966年、ジャガー及びデイムラーのブランドを持つジャガーを吸収、持ち株会社のブリティッシュ・モーター・ホールディングス (BMH)が発足した。
1968年、レイランドグループと、ローバーグループと合併、ブリティッシュ・レイランド・モーター・コーポレーション (BLMC) となる。
この時点までは、持ち株会社 BLMC 傘下で、過去のブランドを保有する各ディヴィジョンでの自主性はかなり保たれていたが、十指に余るほどで社内競合を起こすブランドの過剰並立、過激な労使紛争の長期慢性化とそれに伴う製品の品質悪化も手伝って業績低下ははなはだしく、1975年、時のイギリス労働党政権の元、財政再建の為に国有化を決定し ブリティッシュ・レイランド British Leyland Ltd. に改組。ブランドの統合、車種の整理が始まって行く。

## 所有ブランド

### BMC当時
- 1895 Wolseley（ウーズレー）
- 1898 Riley（ライレー）
- 1905 Austin（オースチン）
- 1912 Morris（モーリス）
- 1913 Vanden Plas（バンデン・プラ、後にオースチンが買収）
- 1924 MG （後にモーリスに吸収、モーリス創業者の私企業でスタート）
- 1952 Austin-Healey （オースチン・ヒーレー、BMC傘下のオースティン事業部管轄）
- 1959 Mini（ミニBMC傘下のオースティン事業部管轄、モーリス事業部でも製造。BMC当時は独立ブランドではない）

### BMH時代に追加
- 1896 Daimler（デイムラー、後にジャガーが買収）
- 1896 Lanchester （ランチェスター、デイムラー傘下だったがBMH設立以前に生産終了）
- 1924 BSA （BSA、後にディムラーが買収）
- 1935 Jaguar（ジャガー）

### BLMC時代に追加
- 1896 Leyland Motors （レイランド、商用車部門）
- 1903 Standard（スタンダード、後にレイランドが買収。BLMC成立時点ではブランドの使用は終了）
- 1904 Rover（ローバー）
- 1919 Alvis（アルヴィス、後にローバーが買収）
- 1923 Triumph Motor Company（トライアンフ、後にスタンダードと合併）
- 1947 Land Rover（ランドローバー、ローバーのオフロード四輪駆動車部門）

## 主要車種

### BMC
- 1948 Morris Minor
- 1952 Morris Oxford
- 1954 Austin Cambridge
- 1957 Austin A35
- 1959 Mini (Austin / Morris)
- 1961 Riley Elf
- 1961 Wolseley Hornet
- 1962 Austin 1100 (ADO-16)
- 1962 MGB
- 1964 Austin 1800/2200

### BLMC
- 1968 Jaguar XJ6
- 1969 Austin Maxi
- 1970 Triumph Dolomite
- 1970 Range Rover（レンジローバー）
- 1971 Morris Marina
- 1971 Triumph Stag
- 1973 Austin Allegro